# Stefan Esders (Historiker)
Stefan Esders (* 14. Januar 1963 in Hildesheim) ist ein deutscher Althistoriker und Mediävist. Er gehört zu den wenigen Historikern, die in der alten wie in der mittelalterlichen Geschichte ausgebildet und ausgewiesen sind.

## Leben
Stefan Esders studierte Geschichte und Lateinische Philologie an der Ruprecht-Karls-Universität Heidelberg, der Albert-Ludwigs-Universität Freiburg und der Universität Oxford. Von Fergus Millar wurde Esders zur Beschäftigung mit der römischen Rechtsgeschichte angeregt. Im Jahr 1990 legte er das erste Staatsexamen für das gymnasiale Lehramt ab, anschließend war er von 1991 bis 1993 Stipendiat des Graduiertenkollegs „Vergangenheitsbezug antiker Gegenwarten“. Gleichzeitig war er Lehrbeauftragter an der Freiburger Universität, wo er im Sommer 1993 bei dem Althistoriker Jochen Martin über das Thema Römische Rechtstradition und merowingisches Königtum. Zum Rechtscharakter politischer Herrschaft in Burgund im 6. und 7. Jahrhundert promoviert wurde. In der Dissertation steht mit der Praeceptio Chlotharii ein kurzer Rechtstext aus der Merowingerzeit im Mittelpunkt. Das Ziel war es, „Überlieferung und Inhalt des gesamten Gesetzes, seiner vielfältigen Quellen sowie zeitgeschichtlicher Umstände zu analysieren“.
Für Esders folgte von 1994 bis 1995 eine Zeit als Post-Doktorand am Max-Planck-Institut für Geschichte in Göttingen und am Graduiertenkolleg „Schriftkultur und Gesellschaft im Mittelalter (Interdisziplinäre Mediävistik)“ an der Universität Münster. Anschließend war Esders von 1996 bis 2000 Wissenschaftlicher Assistent bei Hanna Vollrath am Lehrstuhl für die Geschichte des frühen Mittelalters an der Ruhr-Universität Bochum, anschließend bis 2006 Studienrat im Hochschuldienst für Alte und Mittelalterliche Geschichte. Die Habilitation über das Thema Sacramentum fidelitatis. Treueidleistung, Militärorganisation und Formierung mittelalterlicher Staatlichkeit erfolgte 2003 für Mittelalterliche Geschichte und Historische Hilfswissenschaften in Bochum; die Habilitationsschrift blieb unpubliziert. Seit 2007 ist Esders Professor für die Geschichte der Spätantike und des Frühmittelalters am Friedrich-Meinecke-Institut der Freien Universität Berlin.
Seit 2014 ist Esders Mitglied des Konstanzer Arbeitskreises für mittelalterliche Geschichte und seit 2020 korrespondierendes Mitglied der Zentraldirektion der Monumenta Germaniae Historica. Seit 2021 ist er Mitglied der Academia Europaea.  Esders arbeitet gemeinsam mit Philippe Depreux, Steffen Patzold und Karl Ubl an einer Edition der karolingischen Kapitularien nach 814. Mit Karl Ubl leitete er im März 2020 für den Konstanzer Arbeitskreis eine Tagung zum Thema „Kollision und Interferenz normativer Ordnungen im frühen und hohen Mittelalter“. Es war (aufgrund der COVID-19-Pandemie) die erste reine Online-Tagung, die der Konstanzer Arbeitskreis durchgeführt hat.
Die Forschungsschwerpunkte von Esders liegen bei Themen wie Kontinuität, Wandel und Akkulturation im Übergang von der Antike zum Mittelalter, Staatlichkeit, Recht und Militärwesen in Rom, Byzanz und dem frühmittelalterlichen Westen, den Grenzgebieten antiker und mittelalterlicher Imperien als Orte ethnischer Formierung, Latein und Volkssprachlichkeit im Früh- und Hochmittelalter, Religion als Faktor politischer Identitätsstiftung von der Spätantike bis zum Hochmittelalter und Feudalgesellschaft und Familienstrukturen im hochmittelalterlichen Europa. 2023 publizierte er eine Einführung zu den Langobarden.

## Schriften (Auswahl)
Monographien
- Römische Rechtstradition und merowingisches Königtum. Zum Rechtscharakter politischer Herrschaft in Burgund im 6. und 7. Jahrhundert (= Veröffentlichungen des Max-Planck-Instituts für Geschichte. Bd. 134). Vandenhoeck und Ruprecht, Göttingen 1997, ISBN 3-525-35449-5 (Teilweise zugleich: Freiburg (Breisgau), Universität, Dissertation, 1993).
- mit Heike Johanna Mierau: Der althochdeutsche Klerikereid. Bischöfliche Diözesangewalt, kirchliches Benefizialwesen und volkssprachliche Rechtspraxis im frühmittelalterlichen Baiern (= Monumenta Germaniae Historica. Studien und Texte. Bd. 28), Hahn, Hannover 2000, ISBN 3-7752-5728-4.
- Die Formierung der Zensualität. Zur kirchlichen Transformation des spätrömischen Patronatswesens im früheren Mittelalter (= Vorträge und Forschungen. Sonderband 54). Thorbecke, Ostfildern 2010, ISBN 978-3-7995-6764-0 (online).
- mit Gunnar Folke Schuppert: Mittelalterliches Regieren in der Moderne oder modernes Regieren im Mittelalter? (= Schriften zur Governance-Forschung. Band 27). Nomos, Baden-Baden 2015, ISBN 978-3-8487-2264-8.
- mit Michael Eber und Till Stüber: Die Lebensbeschreibung des Lupus von Sens und der merowingische Machtwechsel von 613/14. Studien, revidierter Text und Übersetzung (= Monumenta Germaniae Historica. Studien und Texte. Band 70). Harrassowitz, Wiesbaden 2022, ISBN 978-3-447-11952-8.
- Die Langobarden. Geschichte und Kultur (C. H. Beck Wissen). C. H. Beck, München 2023, ISBN 978-3-406-80033-7.

Herausgeberschaften
- mit Thomas Scharff: Eid und Wahrheitssuche. Studien zu rechtlichen Befragungspraktiken in Mittelalter und früher Neuzeit (= Gesellschaft, Kultur und Schrift. Mediävistische Beiträge. Bd. 7). Lang, Frankfurt am Main u. a. 1999, ISBN 3-631-34429-5.
- mit Christine Reinle: Rechtsveränderung im politischen und sozialen Kontext mittelalterlicher Rechtsvielfalt (= Neue Aspekte der europäischen Mittelalterforschung. Bd. 5). Lit, Münster 2006, ISBN 3-8258-8541-0.
- Rechtsverständnis und Konfliktbewältigung. Gerichtliche und außergerichtliche Strategien im Mittelalter. Böhlau, Köln u. a. 2007, ISBN 978-3-412-20046-6.
- mit Philippe Depreux: La productivité d’une crise / Produktivität einer Krise. Le règne de Louis le Pieux (814–840) et la transformation de l’Empire carolingien / Die Regierungszeit Ludwigs des Frommen (814–840) und die Transformation des karolingischen Imperiums (= Relectio. Karolingische Perspektiven. Bd. 1). Sigmaringen, Thorbecke 2018, ISBN 978-3-7995-2802-3.